# Masae Ueno
Masae Ueno (n. 17 ianuarie 1979, Asahikawa, Japonia) este o sportivă ce a reprezentat Japonia, medaliată olimpică. A participat la 2 ediții ale Jocurilor Olimpice (2004, 2008) în care a câștigat două medalii de aur.